# 中華民國—聖露西亞關係
中華民國—聖露西亞關係是指中華民國與圣卢西亚之間的外交關係。雙方於1984－1997年間曾建立外交關係，後於2007年復交。

## 歷史
- 1984年5月7日，中華民國政府與聖露西亞政府建立外交關係；6月7日，中華民國在聖露西亞首都卡斯特里設置大使館。

- 1997年8月29日，因聖露西亞與中華人民共和國建交，中華民國政府宣布與聖露西亞中止外交關係。

- 2007年4月30日，中華民國外交部長黃志芳與聖露西亞外交部長布斯吉（Rufus Bousquet）在卡斯特里簽署復交公報[1]，兩國恢復大使級外交關係。

- 2015年6月4日，聖露西亞在臺北設立大使館。[2]

## 高層互訪

### 現任圣卢西亚政府高層
國家元首 總督：（Cyril Errol Melchiades Charles）2021年11月就任
行政首長 總理：皮耶（Philip Joseph Pierre）2021年7月就任，任期5年
國會首長 參議院議長：雷諾絲（Alvina Reynolds）2022年11月就任；眾議院議長：法蘭西斯（Claudius Francis）2021年8月就任

#### 圣卢西亚訪中華民國團（1986年1月後）
| 國家元首                                                                           |                                    |                               |
| 總督 （Allen Montgomery Lewis）                                                    | 1986/05                            |                               |
| 總督 （Calliopa Pearlette Louisy）                                                 | 2011/03                            |                               |
| 行政首長                                                                           |                                    |                               |
| 總理 （John George Melvin Compton）                                                | 1987/10、1992/11                   |                               |
| 總理 （Stephenson Toby King）                                                      | 2008/06、2009/07                   |                               |
| 總理 （Kenny Davis Anthony）                                                       | 2013/11、2015/06                   |                               |
| 總理 （Allen Michael Chastanet）                                                   | 2016/8*、2017/11、2018/10、2019/10 | *臨時訪華解釋密訪中國大陸之事 |
| 總理 （Philip Joseph Pierre）                                                      | 2022/11、2024/05                   |                               |
| 國會議長                                                                           |                                    |                               |
| 眾議院議長聖克萊．但尼爾 （Wilfred St. Clair-Daniel）                              | 1988/07                            |                               |
| 眾議院議長馬修琳 （Hilda Rosemarie Husbands Mathurin）                             | 2010/03                            |                               |
| 參議院議長法蘭西斯 （Claudius James Francis） 眾議院議長佛斯特 （Peter I. Foster） | 2012/11                            |                               |
| 眾議院議長佛斯特 （Peter I. Foster）                                               | 2016/05                            |                               |
| 參議院議長 (Andy Daniel) 眾議院議長 （Leonne Theodore-John）                       | 2017/10                            |                               |
| 參議院議長 （Jeannine Michele Giraudy-McIntyre）                                   | 2019/10*                           | 與總理共訪                    |
| 參議院議長雷諾絲 （Alvina Reynolds） 眾議院議長 （Claudius Francis）               | 2024/10                            |                               |

#### 中華民國訪圣卢西亚團（1986年1月後）
| 國家元首         |         |  |
| 總統陳水扁       | 2008/01 |  |
| 總統馬英九       | 2013/08 |  |
| 總統蔡英文       | 2019/07 |  |
| 行政首長         |         |  |
| 行政院院長蘇貞昌 | 2007/09 |  |
| 國會議長         |         |  |
| 立法院院長蘇嘉全 | 2019/02 |  |
| 司法首長         |         |  |
| 司法院院長賴英照 | 2009/03 |  |

## 兩國合作項目

### 有關兩國政府間簽署合作協定或備忘錄
| 日期           | 簽署                                                                   | 備註     |
| -------------- | ---------------------------------------------------------------------- | -------- |
| 1984年5月7日   | 《農業技術合作協定》                                                   | [ 註 1 ] |
| 1994年12月7日  | 《友好條約》                                                           |          |
| 1996年7月17日  | 《空運服務協定》                                                       |          |
| 2007年4月30日  | 《恢復外交關係聯合公報》                                               |          |
| 2010年9月1日   | 《派遣國際合作發展基金會志工協定》                                     |          |
| 2014年3月19日  | 《資訊通信技術合作協定》                                               |          |
| 2017年1月9日   | 《關於涉及洗錢、相關前置犯罪及資助恐怖主義金融情資交換合作瞭解備忘錄》 |          |
| 2018年         | 《警政合作協定》                                                       |          |
| 2019年11月27日 | 《資通訊技術應用於教育發展合作協定(2019-2022)》                        |          |
| 2022年10月28日 | 《技術合作框架協定》                                                   |          |
| 2023年8月16日  | 《刑事司法互助條約》                                                   |          |

## 兩國貿易
| 年分 | 貿易總額  | 年增減   | 排名 | 出口至聖露西亞 | 年增減   | 排名 | 自聖露西亞進口 | 年增減   | 排名 |
| ---- | --------- | -------- | ---- | -------------- | -------- | ---- | -------------- | -------- | ---- |
| 2022 | 658,441   | ▲21.10%  | 198  | 302,760        | ▲3.68%   | 195  | 355,681        | ▲41.30%  | 168  |
| 2023 | 1,273,432 | ▲93.40%  | 188  | 841,409        | ▲177.91% | 176  | 432,023        | ▲21.46%  | 165  |
| 2024 | 999,091   | ▼21.543% | 192  | 624,713        | ▼25.754% | 182  | 374,378        | ▼13.343% | 169  |

- 中華民國－聖露西亞主要出口項目：合成纖維絲紗梭織物、塑膠管及附件、升降搬運工作車、測量用儀器及機器、電路開關、硫化橡膠管、新橡膠氣胎、控制用儀器及器具、空氣泵及肥料等。[9]
- 中華民國－聖露西亞主要進口項目：鐵屬廢料、回收紙板、鋁屬廢料、未變性酒精、電阻器等。[9]

## 旅遊

持中華民國護照的中華民國公民可以免簽證的方式入境聖露西亞。

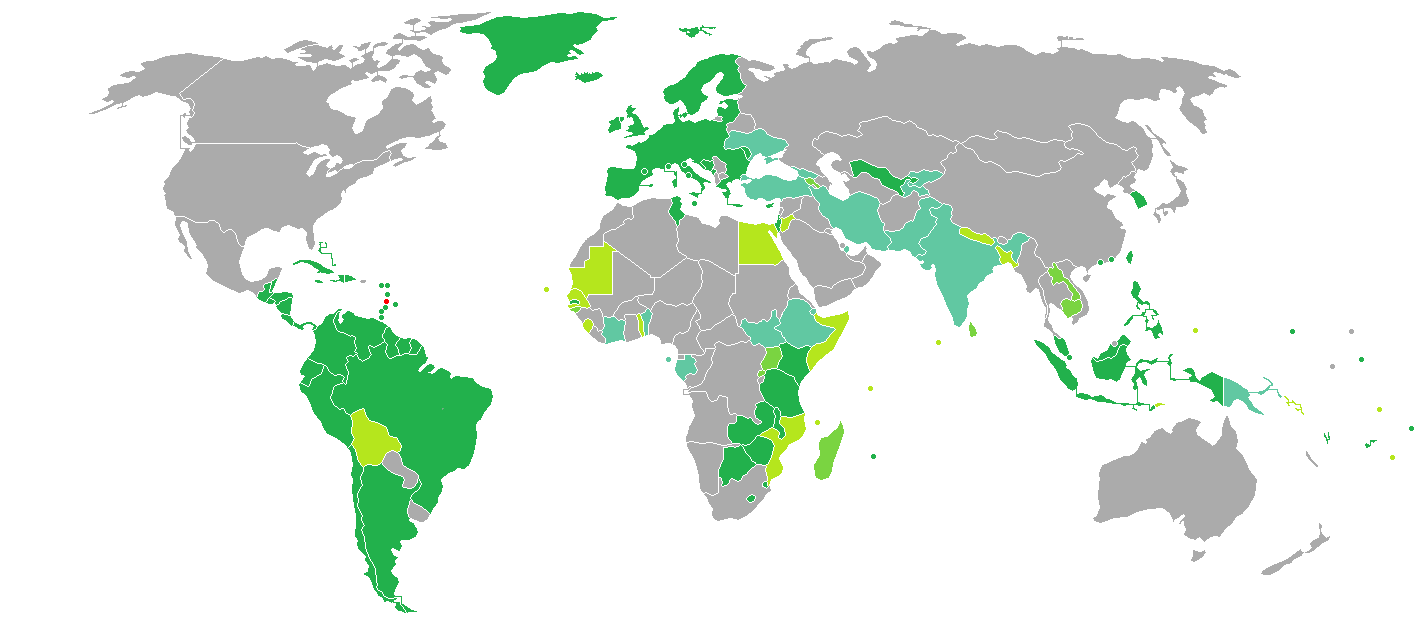
持聖露西亞護照的聖露西亞公民可以免簽證的方式入境中華民國。

### 簽證
持有中華民國護照的中華民國公民可以免簽證的方式入境，享有42天免簽證待遇，惟須於出境時向航空公司及入境露國時向移民局官員出示護照及回程機票，另可於簽證停留期限到期前，再向露國移民局申請延長1個月，惟以申請1次為限。入境時，機場移民局官員在護照上核蓋入境戳記，出境則不核蓋出境戳記。
持聖露西亞護照的聖露西亞公民可以免簽證的方式入境中華民國30日。

### 航空客運
兩國目前無直航班機，來往聖露西亞之客運航線有以下方式：
1.搭乘飛往紐約-甘迺迪、多倫多-皮爾遜班機。
2.在各機場轉機即可到達-黑瓦諾拉國際機場。
＊上述目的地國際機場為鄰近該國首都或該國最主要樞紐機場，若要前往該國其他國際機場或國內線機場詳見聖露西亞機場。
＊航線會因航空公司營運狀況更改或取消，出發前應與負責該航線的航空公司確認航線及航班，以免影響權益。

## 外部連結
- 中華民國外交部聖露西亞簡介 （页面存档备份，存于） （繁體中文）(Facebook （页面存档备份，存于） 、X)

- 中華民國駐聖露西亞大使館 （页面存档备份，存于） （繁體中文）（英文）(Facebook （页面存档备份，存于） 、X)

- 聖露西亞外交部 （页面存档备份，存于）（英文） (Facebook)

- 聖露西亞駐中華民國大使館 （页面存档备份，存于） （英文）(Facebook （页面存档备份，存于）)